# Alberto Falcone
Alberto Falcone es un villano ficticio de cómic que aparece en los libros publicados por DC Comics, en particular, en los de Batman. Además de ser un mafioso, también ha tomado el crédito de ser el asesino en serie el Asesino de las Fechas en la serie de Jeph Loeb y Tim Sale Batman: The Long Halloween y Batman: Dark Victory.
Luke Brandon Field interpretó a Al Falcone en la película de DC Extended Universe The Flash (2023).

## Historial de publicaciones
Alberto Falcone apareció por primera vez en Batman: The Long Halloween #1 y fue creado por Jeph Loeb y Tim Sale.

## Biografía del personaje ficticio
Nacido del señor del crimen de Gotham City Carmine Falcone el 14 de febrero, Alberto ganó una beca para la Universidad de Harvard y asistió a Oxford. Como un joven, él está dispuesto a seguir los pasos de su padre como un jefe del crimen, pero Carmine rechazó los esfuerzos de su hijo; se sugiere que Carmine simplemente quiere que él tenga una vida normal, pero no sabe cómo expresar esos sentimientos. Alberto es herido por la ligera, y le crecen patológicamente celos por sus hermanos, Mario y Sofia, ya que se les permite participar en el "negocio familiar", cuando en realidad Carmine los amaba a todos por igual e incondicionalmente, pero quería salvar a Alberto de vivir la misma vida criminal que él tiene.

### Batman: The Long Halloween
A lo largo de Batman: The Long Halloween, varios criminales de Gotham City son asesinados por un vigilante misterioso conocido como el "Asesino de las Fechas". Al principio, los delincuentes asesinados están conectados a Carmine Falcone. "Los Irlandeses", una banda de sicarios irlandeses de alquiler, están puestos bajo la nómina de Carmine Falcone para matar al entonces fiscal de distrito Harvey Dent haciendo volar su casa. Más tarde, en el Día de Acción de Gracias, todos ellos son asesinados en una sala de banquetes de hotel mientras se sientan a comer la cena de Acción de Gracias. En Nochebuena, Milos Grappa, el guardaespaldas de Carmine Falcone es asesinado frente al edificio del Don. En un principio parece ser obra de uno de los rivales de Falcone. En Nochevieja, sin embargo, Alberto Falcone es aparentemente asesinado por Festivo durante una fiesta a bordo del yate Falcone. Su cuerpo es encontrado e identificado por su padre y Jasper Dolan, el forense de Gotham City.
Durante los próximos meses Festivo comienza a matar miembros de la mafia de Sal Maroni. Esto lleva a una gran guerra de bandas entre Falcone y los Maroni, obligando a Falcone a emplear "monstruos", como El Enigma y Hiedra Venenosa para estabilizar su imperio. Un gran número de soldados de Maroni son asesinados junto a algunos de los guardias de Falcone en el único negocio legítimo de Maroni: un restaurante italiano. Otra cantidad de hombres de Maroni son asesinados en su casa de seguridad en el Día de San Patricio, justo antes de que la hija de Falcone pudiera ir allí y ejecutar un golpe sobre ellos ella misma. En el Día de los Inocentes, Enigma es atacado, pero salió ileso, por lo que podría decir públicamente que Falcone estaba buscando activamente al mismo Festivo. Las armas de Festivo son rastreadas al vecindario de Chinatown de Gotham, pero el fabricante de armas chino aparece asesinado dentro de su tienda en el Día de la Madre.
En el Día del Padre, el padre de Sal "El Jefe" Maroni, Luigi Maroni, es asesinado a tiros en su jardín de tomates. Durante las celebraciones del Día de la Independencia, Jasper Dolan, el médico forense, es encontrado muerto en los muelles de Gotham con dos balas en el pecho. La tía de Alberto Falcone, Carla Viti, inicia una investigación de su cuenta sobre la muerte de su hijo Johnny, sólo para ser tiroteada fatalmente en la oficina del forense en el día lo que sería un día festivo del "Romano", el propio cumpleaños de Carmine Falcone.
En el Día del Trabajo, mientras Sal "El Jefe" Maroni está siendo transportado a una zona más segura después de desfigurar a Harvey Dent en la corte, Alberto Falcone aparece de la nada y lo mata con dos tiros en la cabeza. Es arrestado por Jim Gordon después de que Batman le pega tan mal que pierde la sensibilidad en un brazo.
Alberto admite después haber cometido todos los asesinatos de Festivo, incluido el de su primo, Johnny Viti. Su padre se ofrece a usar su influencia para liberar a Alberto, si sólo admite haber matado a Maroni. Alberto se niega, sin embargo, con aire satisfecho diciendo que su nueva reputación como Festivo le hace mucho más grande que su padre y todos los gánsteres de la mafia en conjunto. Él es declarado culpable por el jurado y condenado a la cámara de gas. Aunque Alberto recibe inicialmente la pena de muerte, su estado mental inestable le permite en cambio alegar demencia. Es encarcelado en el Asilo Arkham en cambio, en el salón desde el Hombre Calendario, otro villano obsesionado con los días festivos que tiene miedo que Festivo le tocase.

### Batman: Dark Victory
A pesar de las advertencias de Comisario Gordon, Alberto es liberado de Arkham con la ayuda de Janice Porter, el reemplazo de Dent como fiscal de distrito de Gotham. Él es colocado bajo arresto domiciliario en el complejo Falcone fuera de Gotham, con un rastreador unido a su pierna para evitar que escape.
Mientras está en la casa, Alberto es manipulado por El Espantapájaros y el Hombre Calendario haciéndole creer de que está siendo contactado por el fantasma de Carmine; el Espantapájaros, un ex psicólogo, determina que Alberto tiene más miedo de su padre, y el Hombre Calendario se disfraza como el "fantasma" del Romano para eliminar de forma permanente a su "rival". El arma de los asesinatos de Festivo pronto queda en su poder, que él utiliza para salvar a Sofia del Joker. En el cumpleaños de Carmine Falcone, Alberto recibe otra arma para matar a Sofía con el fin de usurpar los poderes de las cinco familias del crimen (en realidad una parte del plan de Dos Caras para destruir a las familias del crimen). Alberto casi la mata en un tiroteo al estilo de Festivo, pero en última instancia se detiene a sí mismo.
Tras la muerte de Janice Porter, Dos Caras hace dejar su cuerpo en la cama de Alberto con el fin de engañarlo haciéndole creer que la había matado. Esta vez Espantapájaros utiliza sus toxinas del miedo para que Alberto alucine y crea que la voz de su padre le está ordenando suicidarse. Alberto sabe entonces que la voz no es real — su padre no creía en el suicidio — y expone al Hombre Calendario. Lo que sucede después nunca es mostrado explícitamente, pero los eventos posteriores sugieren que el Hombre Calendario le dispara y hiere a Alberto, momento en el que Sofia Falcone ataca al Hombre Calendario, rompiéndole la mandíbula y colocándole el collarín de vigilancia electrónico en el tobillo de su hermano a él, dejándolo inconsciente fuera de la finca Falcone para que Batman y las autoridades lo encuentren. (Gordon y Batman parecen dudar que Alberto pudiera haber herido al Hombre Calendario tan mal él mismo.) Sofia entonces lleva a su hermano herido a un lugar escondido en el mausoleo Falcone. Allí Sofia critica a Alberto por quejarse del dolor, recordando como Carmine había sobrevivido a cinco tiros en el pecho. Alberto responde que él no es su padre. Sofia, disgustada, está de acuerdo con esta valoración y lo asfixia hasta matarlo.
Más tarde se revela que Alberto es el padre de Kitrina Falcone.

## Otros medios

### Televisión
Alberto Falcone aparecerá en la próxima serie de televisión The Penguin, interpretado por Michael Zegen.

### Cine
- Alberto Falcone aparece en la película animada Batman: The Long Halloween, con la voz de Jack Quaid.[12] Esta versión se presenta como mucho menos dispuesta a relacionarse con su padre, incluso afirmando antes de que lo asesinaran que no tiene ningún interés en parecerse a Carmine, especialmente en términos del negocio familiar, y que preferiría tener una vida normal lejos de Gotham con su propia familia. El estuvo casado con Gilda Dent antes de que esta última se casara con Harvey Dent, pero su padre desaprobó la relación, llegando incluso a obligar a Gilda a abortar después de que se anuló el matrimonio. Debido a que Alberto no se enfrentó a su padre, el verdadero Holiday Killer mata a Alberto en venganza.
- Conocido como "Al" y "el hijo de Carmine Falcone", Alberto aparece en la película The Flash (2023) interpretado por Luke Brandon Field.[13] Esta versión es el líder de un grupo terrorista que estaba causando un desastre en Gotham City después de intentar robar un virus. Es llevado ante la justicia por Batman y Wonder Woman, con la ayuda del personaje principal.

### Videojuegos
Alberto Falcone aparece en Batman: Arkham Origins con la voz de Quinton Flynn. Se le muestra siendo torturado por el Pingüino, que quiere que Alberto convenza a su padre de que salga del negocio de las armas. Alberto es descrito como que sufre de algún tipo de enfermedad mental. Las conversaciones grabadas recogidas por Enigma indican que Alberto está en tratamiento psiquiátrico, mientras que otra confirma aparentemente su enfermedad mental y alter ego asesino Festivo. Una serie de asesinatos relacionados con las fiestas son descritos en el juego, pero éstos se atribuyen al Hombre del Calendario en lugar de Alberto.